# Forges de Cosne-sur-Loire
Ne doit pas être confondu avec Forges royales de Guérigny.
Les forges de Cosne-sur-Loire se trouvaient à Cosne-sur-Loire.

## Historique
Construite vers 1670 par Deboust et Dallies de la Tour, commissaire royal de la Marine, pour la Compagnie du Nivernois, la forge produit des canons, des mousquets et des ancres.
L'usine possède cinq forges différentes dont une réservée aux ancres, une fenderie et un martinet.
Pierre Grandguillaume acquiert les forges en 1691. Il y réalise d'importants travaux. Trois ans plus tard, l'ensemble compte un moulin à foulon, une grosse forge, des moulins à blé et neuf forges, et emploie environ trois cents ouvriers.
En 1717, Jean Arnaud, qui venait d'acquérir les forges, les revend au financier Jacques Masson et à Jean Babaud et Pierre Babaud de La Chaussade. Ce dernier entreprend d'importants travaux : construction d'une nouvelle forge aux ancres en 1752, d'une clouterie, d'une halle à charbon, d'un grenier à grain, de logements ouvriers, rénovation de la fenderie avec une halle pour le bois et deux fours. Les forges emploient alors 3 500 employés.
En 1781, le roi Louis XVI acquiert les forges, qui sont confisquées en 1793 sous la Révolution.
Les forges ferment en 1871. Les usines sont aliénées du domaine de l'État en 1873.
Elles font l'objet d'une inscription à l'inventaire des monuments historiques.

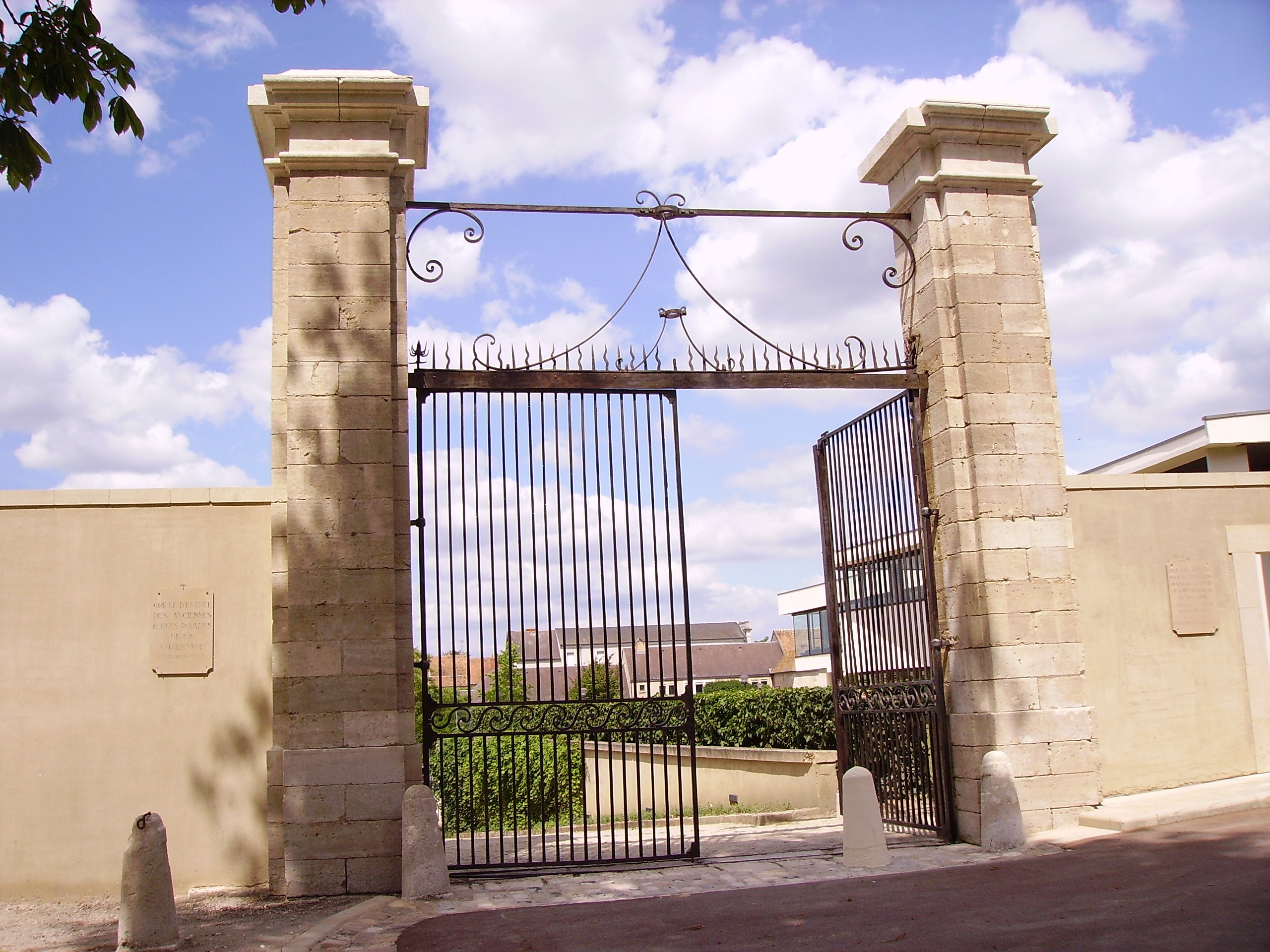
Portail « Sévigné » : grille d'entrée des anciennes forges royales de La Chaussade.
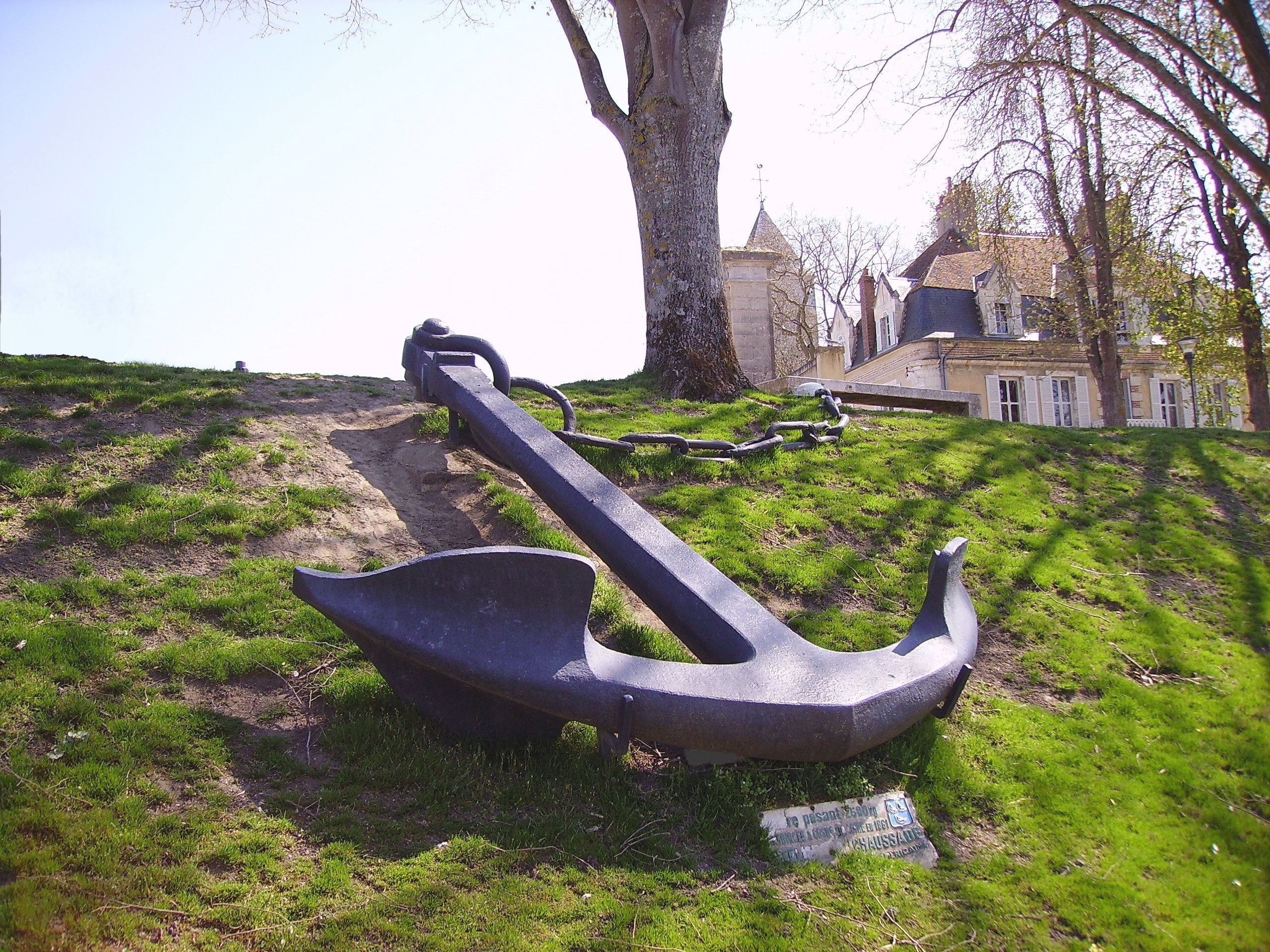
Ancre pesant 2 580 kg fabriquée aux forges en 1861.